# Re-encounter
Re-encounter (en hangul, 혜화,동; romanización revisada, Hyehwa, Dong); (literalmente el hijo de Hye-hwa) es una película independiente coreana de 2011 escrita y dirigida por Min Yong-keun. Protagonizada por Yoo Da-in y Yoo Yeon-seok, de tipo coming of age que narra la historia de dos  jóvenes enamorados que pierden contacto cuando la chica se embaraza y el chico la deja para irse a Canadá; se reencuentran después de cinco años para buscar a su hija, quien según creen ha sido adoptada.
Debutó en el  15.º Festival Internacional de Cine  de Busan en 2010, y se estrenó en cines el 17 de febrero de 2011.

## Argumento
Aun cuando la adolescente precoz Hye-hwa se da cuenta de que está embarazada, la joven parece tener todo bajo control. Pero sus convicciones se derrumban cuándo su novio Han-soo desaparece sin decir una palabra, aparentemente siendo exiliado a Canadá por su madre.
Cinco años después, la mala actitud y las coloridas manicuras de Hye-hwa han sido reemplazadas por la fijación de rescatar perros abandonados, cuando no está adiestrándolos para conseguirles un hogar donde vivir. Criar al hijo de su jefe viudo le da un poco de alivio; ahora a sus 23 años es sensata y muy diferente a lo que antes fue. Pero el frágil equilibrio de su estilo de vida rutinario se rompe después de re-encontrarse con Han-soo.
Inicialmente Hye-hwa rechaza la cercanía de su ex, pero su corazón se detiene cuando él le informa que su hija está de hecho viva y bien —al contrario de lo que ella pensaba, que había muerto horas después de nacer—. Han-soo le explica que su hija había sido dada en adopción por sus propias abuelas. Incapaz de hacerlo ella sola, Hye-hwa irá junto con Han-soo en un intento por recuperar a la niña, lo que los llevará a trágicas consecuencias.

## Reparto
- Yoo Da-in - Hye-hwa
- Yoo Yeon-seok - Han-soo
- Park Hyuk-kwon - veterinaria Jung-hun
- Choi Hee won - Na-yeon
- Son Young-soon -  madre de Hye-hwa
- Park Seong-yeon - hermana de Han-soo
- Kil Hae-yeon -  madre de Han-soo
- Kim Joo-ryung - Hwa-young
- Kim Tae-in - director de la Guardería
- Kwon Oh-jin

## Recepción
Como una película indie con actores desconocidos y un presupuesto de producción de solo ₩200 millones (EE. UU.$182,000), Re-encounter obtuvo opiniones favorables de los críticos.  Atrajo a poco más de 10 000 espectadores, lo cual es un sueño  en el mundo de películas indies coreanas, donde los bajos presupuestos de producción, promociones mínimas y carreras cortas en teatros son la norma.
Re-encounter fue patrocinada en parte por el Consejo de Películas de Corea y por la Comisión de Películas de Seúl, quienes cubrieron a medias los costos de producción de la película. El equipo de producción posteriormente obtuvo primeras planas por donar todo lo procedente de la venta de entradas para películas y organizaciones de artes como el Festival de Cine Independiente de Seúl y MediACT.

## Premios
- 2010 15th Busan International Film Festival: Mejor director, cine coreano de hoy: sección visión - Min Yong-keun
- 2010 36th Seoul Independent Film Festival: Premio a la estrella independiente - Yoo Da-in
- 2010 36th Seoul Independent Film Festival: Premio Kodak
- 2010 36th Seoul Independent Film Festival: Mejor película
- 2011 31st Korean Association of Film Critics Awards: Mejor actriz nueva - Yoo Da-in
- 2012 13th Asian Film Festival (Tours, France): Mejor actuación - Yoo Da-in
- 2012 13th Asian Film Festival (Tours, France): Premio del jurado